# Prrrride
Prrrride (deutsch Stolz) ist ein niederländisch-israelischer Kurzfilm von Sirah Foighel Brutmann und Eitan Efrat aus dem Jahr 2008. In Deutschland feierte der Film am 3. Mai 2009 bei den Internationalen Kurzfilmtagen in Oberhausen Premiere, wurde jedoch zwei Tage vorher auf ARTE ausgestrahlt.

## Handlung
Ein junger Israeli spielt auf einem Schlagzeug sowie einer Pauke und er berichtet von den Gefühlen seiner Mutter über seinen Wehrdienst.

## Kritiken
„Wir hören ein Schlagzeug und eine Pauke, hören vom Militärdienst und den Gefühlen einer Mutter. Wir sehen einen Musiker, aber wir sehen nicht seinen Kopf. Trotzdem schaffen es die Filmemacher, in unserem Kopf ein sehr plastisches und persönliches Bild von einem Menschen entstehen zu lassen, und uns ganz nebenbei auf Konflikte und Widersprüche unserer Zeit aufmerksam zu machen.“

## Auszeichnungen
Internationale Kurzfilmtage Oberhausen 2009
- Preis der Kinojury

## Einzelnachweis
1. ↑  „Preis der Kinojury“ (Memento des Originals vom 18. November 2020 im Internet Archive)  Info: Der Archivlink wurde automatisch eingesetzt und noch nicht geprüft. Bitte prüfe Original- und Archivlink gemäß Anleitung und entferne dann diesen Hinweis.